# Göta kanal
Göta kanal er en svensk kanal, som blev konstrueret i begyndelsen af 1800-tallet. Den forbinder et antal søer og floder og udgør den vigtigste del af den 614 km lange vandvej, som går fra Göteborg på vestkysten via Göta älv og Trollhätte kanal, og gennem de store søer Vänern og Vättern til Söderköping ved Østersøen.
Kanalen er 190 km lang, af hvilke 87 km blev gravet eller sprængt og har en bredde på 7-14 m og en maksimum dybde på omkring 3 m Den har 58 sluser og kan tage imod fartøjer på op til 32 meters længde, 7 meters bredde og 2,8 meters dybgang.. Göta kanal strækker sig fra Sjötorp ved Vänerns østbred i Västergötland, via sit højeste punkt, søen Viken til Vättern, via søerne Boren, Roxen og munder ud i Slätbaken, mellem Söderköping og Mem i Östergötland.

## Historie
Ideen med en kanal, som krydsede det sydlige Sverige, blev første gang fremsat så tidligt som i 1516 af biskoppen af Linköping, Hans Brask. Men det skulle vare indtil begyndelsen af 1800-tallet, før Brasks forslag blev realiseret af Baltzar von Platen (1766-1829), en tysk-født tidligere officer i den svenske flåde. Han organiserede projektet og opnåede den nødvendige finansielle og politiske støtte. Han blev entusiastisk bakket op af regeringen og den nye konge, Karl XIII, som så kanalen som en måde at sætte gang i moderniseringen af Sverige. 
Projektet blev igangsat den 11. april 1810 med et budget på 24 millioner Svenske riksdaler. Det var langt det største ingeniørprojekt, som nogensinde var igangsat i Sverige, og det tog 22 år og beskæftigede mere end 58.000 folk. Meget af ekspertisen og udstyret måtte indhentes fra udlandet, især fra Storbritannien, hvis kanal-systemer var de mest avancerede i verden på denne tid. Den skotske ingeniør Thomas Telford udfærdigede de første planer for kanalen og rejste til Sverige i 1810 for at føre tilsyn med det første arbejde på ruten. Mange andre britiske ingeniører og håndværksfolk blev importeret for at hjælpe med projektet, sammen med betydelige mængder af udstyr – selv tilsyneladende almindeligt gængse rekvisitter som hakker, spader og trillebøre.
Göta kanalen blev officielt åbnet den 26. september 1832, en begivenhed som blev foreviget af maleren Johan Christian Berger i dennes værk Göta Kanals Öppning 26. september 1832. Kanalen blev dog aldrig en økonomisk succes. Fremkomsten af jernbanen i 1855 gjorde den hurtigt overflødig, eftersom tog kunne transportere gods og passagerer langt hurtigere og ikke var nødt til at lukke når vinteren satte ind, noget som gjorde kanalen uanvendelig i fem måneder af året. I 1870'erne var godstrafikken på kanalen skrumpet ind til kun tre hovedtyper af stykgods: træprodukter, kul og malm, og ingen af disse godstyper krævede hurtig transport. Trafikmængden stagnerede efter dette, og kom sig aldrig.
En af de oprindelige begrundelser for bygningen af kanalen var den dyre Øresundstold som Danmark–Norge krævede af alle skibe som passerede gennem Øresund. Kanalen tilbød en genvej til Østersøen, således at man kunne undgå den danske told. I 1851 grundlagde André Oscar Wallenberg Company for Swedish Canal Steamboat Transit Traffic for at transportere gods fra England til Rusland via kanalen. Men man foretog kun to ture mellem St. Petersborg og Hull via Motala før Krimkrigen satte en stopper for al engelsk-russisk handel. Da krigen var slut tvang stormagterne Danmark til at gøre en ende på den 400-år gamle tradition med Øresundstold, og endte dermed med eet slag kanalens status som alternativ til Øresund.
Kanalen har efterladt een større, industriel arv, nemlig Motala Verkstad – en fabrik etableret i Motala for først at reparere, siden fremstille, maskiner såsom dampdrevne kraner og opmudringsmaskiner, som var nødvendige for at bygge kanalen. Denne facilitet kaldes nogle gange for "vuggen for svensk fremstillingsindustri". Efter at kanalen var åbnet, fokuserede Motala Verkstad på at producere udstyr, lokomotiver og vogne for de nyligt konstruerede jernbaner, og begyndte hermed en tradition indenfor jernbane-ingeniørvirksomhed som er fortsat til denne dag i form af Aktiebolaget Svenska Järnvägsverkstäderna (ASJ) i Arlöv.

### Moderne brug
Dele af kanalen bruges stadig til at transportere gods, men i dag bruges den hovedsageligt som en turist- og rekreationsmæssig attraktion, kaldet Sveriges blå band. Omkring to millioner mennesker besøger kanalen hvert år på fornøjelsesture og relaterede aktiviteter. 